# Novela das seis
Novela das seis é uma faixa de programação televisiva associada às telenovelas brasileiras exibidas na TV Globo, de segunda-feira a sábado, às 18h25, antes dos telejornais locais noturnos. De início, com Helena (adaptação do livro de Machado de Assis) em 1975, a faixa horária apresentava adaptações de obras da literatura brasileira e assim foi até 1982, com a adaptação de O Homem Proibido (obra de Suzana Flag, pseudônimo de Nelson Rodrigues). Essa obra foi substituída por produções originais e remakes (novas gravações de telenovelas antigas) e, desde a década de 2000, o horário tende a apresentar tramas mais leves e lúdicas, embora sem deixar de lado histórias de época e/ou regionais. A duração atual das telenovelas do horário é de 40 minutos, com a exceção do primeiro e último capítulos, com geralmente 50 minutos.
Escrava Isaura foi a novela das seis (e da TV Globo) a fazer mais sucesso no Brasil e no exterior por décadas: em 1985, nove anos após sua exibição original, já havia sido comercializada para 27 países e em 1998 já havia sido vista em 80 países. Em 2016 havia chegado a 104 países, então entre as quatro mais vendidas da história da televisão brasileira, acompanhada por outra trama das seis, A Vida da Gente, que se tornou o terceiro maior êxito de vendas no mercado internacional, vendida a 132 países.
Três telenovelas do horário, Lado a Lado, Joia Rara e Órfãos da Terra, conquistaram o Prêmio Emmy Internacional de Melhor Telenovela. Por outro lado, durante toda a década de 2000 o segmento registrou quedas sensíveis de audiência. Apesar disso, as novelas de Walcyr Carrasco, contratado pela Globo após os sucessos de Xica da Silva na Rede Manchete e Fascinação no SBT, transformaram o autor em um dos principais da emissora, dando altos índices de audiência com O Cravo e a Rosa, Chocolate com Pimenta e Alma Gêmea.

## As 10 Novelas das seis de maior audiência daTV Globo
| #  | Início                  | Término                | Título             | Audiência IBOPE (média geral) | Capítulos | Autoria              | Direção                                      | Ref.   |
| -- | ----------------------- | ---------------------- | ------------------ | ----------------------------- | --------- | -------------------- | -------------------------------------------- | ------ |
| 1  | 1° de fevereiro de 1993 | 25 de setembro de 1993 | Mulheres de Areia  | 49.18                         | 201       | Ivani Ribeiro        | Wolf Maya                                    | [ 12 ] |
| 2  | 15 de abril de 1985     | 19 de outubro de 1985  | A Gata Comeu       | 48.74                         | 160       | Ivani Ribeiro        | Herval Rossano                               | [ 12 ] |
| 3  | 11 de outubro de 1976   | 5 de fevereiro de 1977 | Escrava Isaura     | 46.90                         | 100       | Gilberto Braga       | Herval Rossano Milton Gonçalves              | [ 13 ] |
| 4  | 24 de maio de 1977      | 24 de outubro de 1977  | Dona Xepa          | 46.55                         | 132       | Gilberto Braga       | Herval Rossano                               | [ 14 ] |
| 5  | 27 de setembro de 1993  | 14 de maio de 1994     | Sonho Meu          | 44.10                         | 197       | Marcílio Moraes      | Reynaldo Boury Roberto Naar Marcelo Travesso | [ 15 ] |
| 6  | 28 de junho de 1976     | 9 de outubro de 1976   | O Feijão e o Sonho | 43.48                         | 89        | Benedito Ruy Barbosa | Herval Rossano                               | [ 16 ] |
| 7  | 28 de abril de 1986     | 14 de novembro de 1986 | Sinhá Moça         | 43.10                         | 172       | Benedito Ruy Barbosa | Reynaldo Boury Jayme Monjardim               | [ 17 ] |
| 8  | 28 de março de 1988     | 18 de novembro de 1988 | Fera Radical       | 42.71                         | 203       | Walther Negrão       | Gonzaga Blota                                | [ 18 ] |
| 9  | 4 de junho de 1979      | 15 de dezembro de 1979 | Cabocla            | 41.64                         | 170       | Benedito Ruy Barbosa | Herval Rossano                               | [ 19 ] |
| 10 | 26 de junho de 1978     | 6 de outubro de 1978   | Gina               | 41.40                         | 89        | Rubens Edwald Filho  | Herval Rossano Sérgio Mattar                 | [ 20 ] |